# Florisuga
Genre
Le genre Florisuga comprend deux espèces d'oiseaux appartenant à la famille des Trochilidae.
D'après la taxinomie Sibley-Ahlquist et Alan P. Peterson, ce genre est monotypique. Le Colibri demi-deuil est placé dans un genre à part sous le nom de Melanotrochilus fuscus.

## Liste d'espèces
D'après la classification de référence (version 2.2, 2009) du Congrès ornithologique international (ordre phylogénique) :
- Colibri jacobin — Florisuga mellivora (Linnaeus, 1758)
- Colibri demi-deuil — Florisuga fusca (Vieillot, 1817)